# Asterella venosa
Asterella venosa là một loài rêu trong họ Aytoniaceae. Loài này được Lehm. & Lindenb. A. Evans mô tả khoa học đầu tiên năm 1920.